# Colin Fraser
Colin Fraser, född 28 januari 1985, är en kanadensisk professionell ishockeyspelare som spelar för Nürnberg Ice Tigers i DEL. Han har tidigare representerat Los Angeles Kings, Edmonton Oilers och Chicago Blackhawks i NHL.
Ellerby draftades i tredje rundan i 2003 års draft av Philadelphia Flyers som 69:e spelare totalt.
Fraser är en tvåfaldig Stanley Cup mästare med Blackhawks 2010 och Kings 2012.
Den 24 juni 2010 meddelades det att han blivit bortbytt av Blackhawks till Edmonton Oilers i utbyte mot en 2010 års sjätte-runda val (Mirko Hoefflin).
Den 26 juni 2011 blev Fraser bortbytt av Oilers till Los Angeles Kings, tillsammans med en sjunde-runda val under 2012, för Ryan Smyth.